# Gesetz zur Bekämpfung internationaler Bestechung
Das deutsche Gesetz zur Bekämpfung internationaler Bestechung vom 10. September 1999 regelt die nationale Umsetzung des Pariser Abkommens vom 17. Dezember 1997 zur Bekämpfung der internationalen Bestechung. Es besteht aus drei Artikeln.
Artikel 1 erklärt, dass das Gesetz der nationalen Umsetzung des internationalen Abkommens durch die unter Artikel 2 getroffenen Regelungen dient.
Artikel 2 enthält die eigentlichen nationalen Rechtsvorschriften zur Umsetzung des Abkommens. § 1 ist durch das Gesetz zur Bekämpfung der Korruption vom 26. November 2015 entfallen. In § 2 wird geregelt, dass auch die Bestechung von Vertretern ausländischer Geschäftspartner und von ausländischen Abgeordneten den Straftatbestand der Bestechung erfüllt. § 3 erweitert den Geltungsbereich des Gesetzes auf alle Länder. Es können somit auch Taten im Ausland geahndet werden. § 4 erweitert den Anwendungsbereich des § 261 StGB auf Taten der §§ 334ff. StGB in Verbindung mit § 1 IntBestG.
Artikel 3 regelt das Inkrafttreten des Gesetzes.
In der praktischen Umsetzung bleibt das Gesetz hinter den nationalen Strafvorschriften zurück, da nur die Bestechung im Zusammenhang mit dem internationalen Geschäftsverkehr unter Strafe gestellt ist. Da – anders als im Strafgesetzbuch – die Vorteilszuwendung für zukünftige Verletzungen von Dienstpflichten des Bestochenen erfolgen muss, treten erhebliche Beweisprobleme auf. Die Zuwendung selbst erfolgt in der Regel erst nach der Dienstpflichtverletzung des ausländischen Abgeordneten oder Amtsträgers. Die vorherige Absprache ist zwar strafbar, aber kaum zu beweisen. Die praktische Anwendung des Gesetzes wirft daher erhebliche Probleme auf.